# 台中庁
台中庁（たいちゅうちょう）は、日本統治時代の台湾の地方行政区分のひとつ。

## 地理

1915年当時の行政区画

1901年（明治34年）の設立当時は葫蘆墩、東勢角、大坵園、塗葛堀、牛罵頭、社口の6つの支庁および直轄区域から、1909年（明治42年）の再編により東勢角、葫蘆墩、大甲、沙轆、彰化、鹿港、員林、北斗、二林の9つの支庁および直轄区域から構成された。

## 歴史

### 沿革
- 1901年（明治34年） - 廃県置庁により三県四庁から二十庁に改められた際に台中県の一部から新設される。
- 1909年（明治42年）10月 - 彰化庁、苗栗庁の一部を編入し、支庁が再編される。
- 1920年（大正9年）7月 - 五州二庁制度の施行に伴い南投庁と合併し台中州となる。

## 行政

### 歴代庁長
- 小林三郎：1901年11月 - 1902年6月13日
- 岡本武輝：1902年6月13日 - 1906年9月8日
- 佐藤謙太郎：1906年9月8日 - 1909年10月11日
- 枝德二：1909年10月11日 - 1915年12月
- 三村三平：1915年12月 - 1919年4月8日
- 加福豊次：1919年4月8日 - 1920年9月1日